# Лондонская клиринговая палата
Лондонская клиринговая палата (London Clearing House, LCH) — компания, работающая в области инфраструктуры финансового рынка со штаб-квартирой в Лондоне, которая предоставляет клиринговые услуги крупным международным биржам и ряду внебиржевых рынков. В группу LCH входят две основные организации: LCH Limited, базирующаяся в Лондоне, и LCH SA, базирующаяся в Париже (формально Центральный банк компенсаций SA, также известный с 1999 по 2003 год как Clearnet, затем до 2016 года как LCH.Clearnet).
По состоянию на 2012 год LCH обслуживал примерно 50% мирового рынка процентных свопов и был вторым по величине организатором торгов облигациями и репо в мире, предоставляя услуги на 13 рынках государственного долга. Кроме того, LCH обслуживает широкий спектр классов активов, включая: сырьевые товары, ценные бумаги, биржевые деривативы, кредитные дефолтные свопы, энергетические контракты, фрахтовые деривативы, процентные свопы, иностранную валюту, а также евро и фунтовые облигации и репо.
Членами LCH являются многие крупные мировые финансовые учреждения, в том числе почти все основные инвестиционные банки, брокеры-дилеры и международные товарные биржи. LCH, будучи клиринговым центром, находится в центре торговой операции, принимая на себя риск контрагента, возникающий при торговле между двумя сторонами, и гарантируя расчёт по сделке. Чтобы снизить риски, он предъявляет к своим членам определённые минимальные требования и взимает с них начальную и вариационную маржу (или залог) за совершённые сделки.
LCH уходит своими корнями в Лондонскую клиринговую палату по продуктам, основанную в 1888 году, и базирующуюся в Париже Clearnet, основанную в 1969 году. Оба они возникли на основе клиринговых операций с сырьевыми товарами. Они объединились в 2003 году, образовав LCH.Clearnet. В 2013 году Группа Лондонской фондовой биржи приобрела контрольный пакет акций бизнеса. В 2016 году LCH.Clearnet исключила Clearnet из своего фирменного наименования.

## История
- 1888 – Лондонская клиринговая палата по продуктам (LPCH) создана для клиринга товарных контрактов в Лондоне. Акции находятся в государственной собственности, и компания зарегистрирована на Лондонской фондовой бирже.
- 1951 – LPCH полностью приобретен United Dominions Trust.
- 1971 – Компания переименована в Международную клиринговую палату по сырьевым товарам (ICCH).
- 1980 – Право собственности переходит к консорциуму из шести британских банков.
- 1992 – ICCH передает клиринговый программный бизнес Sungard и переименовывается в Лондонскую клиринговую палату Ltd (LCH).
- 1996 – Мажоритарная собственность LCH переходит ко всему членству в клиринге, при этом LME, IPE и LIFFE приобретают миноритарную собственность.
- 2003 – LCH.Clearnet Group образована в результате слияния Лондонской клиринговой палаты и Clearnet SA.
- 1969 – Центральный банк компенсации SA создан для клиринга контрактов, торгуемых на парижских товарных рынках.
- 1990 – Центральный банк компенсаций SA становится дочерней компанией MATIF и является первой организацией в Европе, осуществляющей клиринг как наличных, так и производных финансовых инструментов.
- 1998 год — Парижская фондовая биржа берёт под контроль MATIF. Она запускает клиринговую службу для французских государственных ценных бумаг и становится первой организацией в Европе, которая разрешает удалённое клиринговое обслуживание.
- 1999 год — Banque Centrale de Compensation объединяет все клиринговые операции Paris Bourse SA (ранее Société des Bourses Francaises — Bourse de Paris) и MATIF SA и принимает коммерческий бренд Clearnet SA, оставаясь юридически зарегистрированной под своим прежним названием. Таким образом, Clearnet становится клиринговой палатой для всех продуктов, торгуемых на парижских рынках[5]: 464
- 2000 год — Euronext создана в результате слияния Парижской биржи, Амстердамской биржи и Брюссельской биржи.
- 2001 год — Clearnet объединяется с клиринговыми домами Euronext в Амстердаме и Брюсселе.
- 2003 год — Euronext Лиссабон передаёт свои деривативные и внебиржевые клиринговые операции Clearnet, которая таким образом получает филиал в Португалии для создания местного представительства с участием португальских членов клиринговой палаты.
- 2003 – LCH.Clearnet Group образована в результате слияния Лондонской клиринговой палаты и Clearnet SA.
- 2003 – LCH.Clearnet Group образована в результате слияния Лондонской клиринговой палаты и Clearnet SA. Новая собственность включает: 45,1% участников клиринга, 45,1% бирж, Euroclear 9,8%.
- 2007 – LCH.Clearnet и Euronext объявляют о выкупе LCH.Clearnet акций, принадлежащих Euronext, для более тесного согласования интересов клиентов и акционеров. Пересмотренная собственность включает: Участников клиринга 73,3%, Биржи 10,9%, Euroclear 15,8%.
- 2008 – LCH.Clearnet успешно урегулировала дефолты по внебиржевым процентным свопам Lehman Brothers на сумму 9 триллионов долларов.
- 2009 – Открыт офис в США.
- 2009 – Бездействующие акционеры выбывают, и акционерам предоставляется возможность сократить свои активы или выйти из них. Пересмотренная доля собственности включает: участников клиринга 82,85%, биржи 17,15%.
- 2012 – Лондонская фондовая биржа получает достаточную поддержку для приобретения 60% акций LCH.Clearnet с предложением 19 евро за акцию, что дает LCH.Clearnet оценку в 813 миллионов евро (677 миллионов фунтов стерлингов / 1,1 миллиарда долларов)[6].
- 2012 год — LCH.Clearnet приобрела 100% акций International Derivatives Clearing Group, LLC у NASDAQ OMX Group, Inc. и некоторых других инвесторов. IDCG стала американской дочерней компанией LCH.Clearnet, укрепив позиции LCH.Clearnet на рынке США, где она уже осуществляла клиринг IRS через сервис SwapClear.
- 2012 год - объем операций по клирингу превысил 1 трлн. долларов США[7].
- 2013 год — Лондонская фондовая биржа приобрела контрольный пакет акций компании.
- 2016 — LCH.Clearnet убирает слово «Clearnet» из своего названия. Теперь он будет называться LCH[8].
- 2 мая 2018 года LCH впервые начала клиринг беспоставочных процентных свопов, номинированных в юанях, вонах и индийских рупиях, расширяя свое предложение в Азии[9]

### Продукты
LCH предоставляет клиринговые или центральные контрагенты на следующих рынках:

### Сырьевые товары
LCH предоставляет клиринговые и расчетные услуги как для биржевого, так и для внебиржевого товарных рынков. LCH осуществляет клиринг сырьевых товаров, включая цветные металлы (ежегодно клирингуется 100 миллионов сделок с металлами), пластмассы и сталь, которые обращаются на Лондонской бирже металлов, а также широкого спектра фьючерсных и опционных контрактов, охватывающих мягкие и сельскохозяйственные товары. Он также очищает безрецептурные продукты, включая золото, уголь, сталь и железную руду, а также обмены удобрениями.

### Кредитные дефолтные свопы
Международный сервис CDSClear обеспечивает полный многосторонний клиринг с сквозной обработкой (STP), снижение риска для контрагентов и анонимность после заключения сделки и охватывает основные требования, определенные ключевыми отраслевыми и политическими группами, включая ISDA, CESR, ЕЦБ и Европейскую комиссию.

### Деривативы
LCH - крупнейший глобальный поставщик клиринговых услуг для рынков деривативов, принадлежащий пользователю и управляемый им. Это делается либо непосредственно для сообщества пользователей, либо путем управления процессом клиринга от имени третьей стороны через инсорсинг, предоставляя клиентам услуги по краткосрочным процентным ставкам (STIR), индексам и производным финансовым инструментам. Сюда входят кредитные деривативы.

### Энергетика
LCH предоставляет клиринговые услуги клиентам для внебиржевой торговли квотами на выбросы и торговли электроэнергией в США на Nodal Exchange (первой независимой электронной товарной бирже, предлагающей участникам организованных энергетических рынков Северной Америки продукты и услуги для торговли фьючерсами на электроэнергию). LCH также предоставляла услуги для Bluenext Futures EUA и Bluenext Futures CER, а сегодня предоставляет услуги для будущих контрактов на квоты ЕС и сертифицированное сокращение выбросов.

### Акции
EquityClear, клиринговая служба LCH, предлагает клиринг для акций и эквивалентов акций, таких как биржевые инвестиционные фонды (ETF), биржевые товары (ETC), инвестиционные фонды недвижимости (REITS) и биржевые облигации. LCH осуществляет клиринг сделок с акциями, которые проводятся на Лондонской фондовой бирже (LSE), Швейцарской фондовой бирже SIX, BATS Chi-X Europe, NYSE Euronext, Люксембургской фондовой бирже и Equiduct.
Централизованного клиринга контрактами на разницу
LCH предоставляет клиринговую услугу для контрактов на разницу цен (CFD). CFD впервые появились в Великобритании в начале 90-х годов как продукт с коротким сроком доступа. С тех пор их использование распространилось по всему миру.
Сервис LCH по централизованному клирингу CFD (ccCFD) в сотрудничестве с Chi-X Europe является альтернативой традиционным CFD, торгуемым внебиржево.

### Фиксированный доход
LCH предоставляет клиринговые услуги, охватывающие государственные долговые обязательства Франции, Италии и Испании, а также операции с наличными и репо, проводимые финансовыми учреждениями, включая Euro-MTS, MTS-France, MTS Italy, ICAP (BrokerTec) и Tullett Prebon, а также поставщиками торговых услуг, такими как Euroclear Trade Capture and Matching System (система сопоставления Euroclear) и Viel/Tradition.
Сервис RepoClear от LCH был создан в 1999 году в партнёрстве с ведущими банками для 13 европейских рынков государственных репо и казначейских облигаций, а также ряда общеевропейских корзин €GC. По состоянию на 2012 год ежемесячные объёмы в среднем составляли около 13 триллионов евро, а RepoClear обеспечивает клиринг сделок с казначейскими облигациями и репо на следующих рынках: австрийские, бельгийские, голландские, немецкие, ирландские, финские, португальские, словацкие, словенские, испанские и британские государственные облигации. Дополнительные обслуживаемые рынки включают: немецкие Jumbo Pfandbriefe и наднациональные, агентские и суверенные. Через LCH ежемесячно проходит 12 триллионов евро по сделкам РЕПО (по номинальной стоимости).

### Фрахт
LCH предоставляет клиринговую услугу по регистрации внебиржевых соглашений о форвардных перевозках (FFA) для наиболее активно торгуемых маршрутов: тринадцати сухих и десяти влажных, а также опционов на четыре маршрута сухих тайм-чартерных перевозок: Capesize, Panamax, Supramax и Handysize.

### Контейнерные перевозки
LCH, являясь членом Ассоциации по контейнерным грузовым деривативам, запустила клиринговый сервис для рынка контейнерных грузоперевозок. Сервис предоставляет независимую клиринговую услугу по регистрации внебиржевых соглашений о контейнерных грузоперевозках (CFSAs) по четырём наиболее активно торгуемым маршрутам из Шанхая.

### Процентные свопы
SwapClear — это глобальная клиринговая система для внебиржевых процентных свопов, которая по состоянию на 2010 обслуживала более 50% мирового номинального рынка. Основанная в 1999 году, SwapClear изначально обслуживала простые процентные свопы в четырёх основных валютах. Далее он перешёл к клирингу свопов в 17 валютах: USD, EUR и GBP на срок до 50 лет, AUD, CAD, CHF, SEK и JPY на срок до 30 лет и остальных девяти валютах на срок до 10 лет. Он также проводит клиринг однодневных индексированных свопов на срок до 2 лет в USD, EUR, GBP и CHF.
В сентябре 2008 года LCH успешно справилась с дефолтом по процентным свопам Lehman Brothers на сумму 9 трлн долларов США, включающим более 66 000 сделок, внедрив процесс управления дефолтом SwapClear. Дефолт был полностью урегулирован в пределах имеющейся маржи и без потерь для других участников рынка.

### Иностранная валюта
ForexClear охватывает наиболее активно торгуемые валюты на рынке NDF.